# Kimchi
Kimchi (koreanska: 김치), andra stavningar gimchi, kimchee, eller kim chee, är en traditionell koreansk fermenterad rätt som ofta baseras på kinakål. Det är även Nordkoreas nationalrätt.
Kimchi kan också referera till grönsaksrätter som inte är fermenterade. Det finns hundratals olika variationer av kimchi, skapade av olika grönsaker som kinakål, rättika, salladslök eller gurka. Kimchi är den vanligaste sidorätten i Korea. Den är också huvudingrediens i många populära koreanska rätter som kimchi-gryta, kimchi-soppa, och stekt ris med kimchi.

## Historik

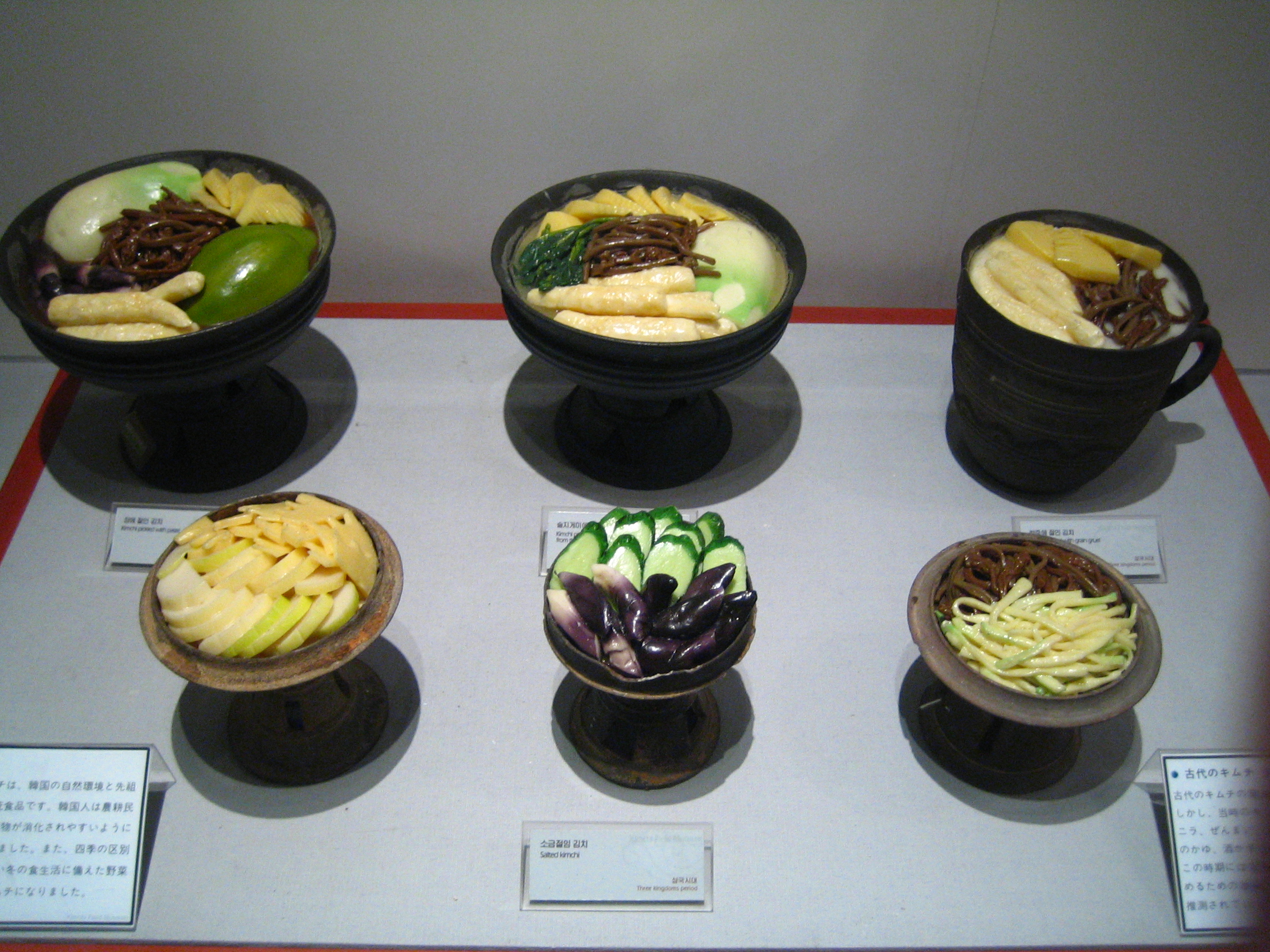
Forntida kimchi

Det äldsta skriftliga omnämnandet av kimchi är mellan 2 600 och 3 000 år gammalt. Det finns i den kinesiska poesisamlingen Sångernas bok (詩經). Där kallas kimchi jeo (菹). Termen ji ersattes senare av chimchae, dimchae och timchae, där det sistnämnda ordet användes i Koreas tre kungariken. Ordet moderniserades senare till jimchi och nutida kimchi.
En tidig variant av kimchi var gjord av kål och köttbuljong. Röd chili introducerades i Korea under 1500-talet. Sedan dess används torkade röda chiliflarn, gochugaru, till den klassiska varianten.

## Huvudingredienser

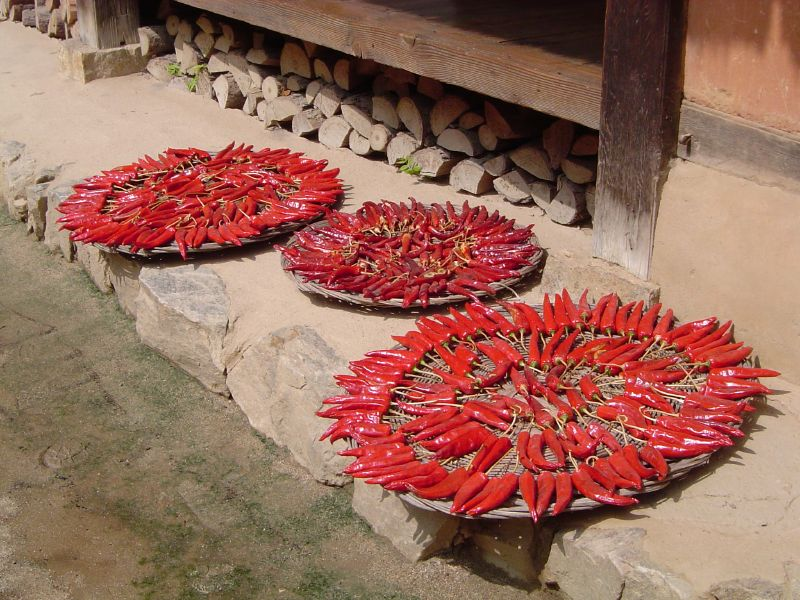
Chilipeppar under torkning för kimchi

Kimchi-variationer bestäms av de olika grönsakerna som fermenteras, varav den mest populära är "baechu" (kinakål). Regionala, säsongaktuella grönsaker används, och Kimchi-museet i Seoul har dokumenterat 187 historiska och nutida varianter. Ingredienserna i kimchi varierar också, men för de vanliga varianterna av rätten används vitlök, rättika, ingefära, fisksås och torkade chiliflarn.

## Näringsinnehåll

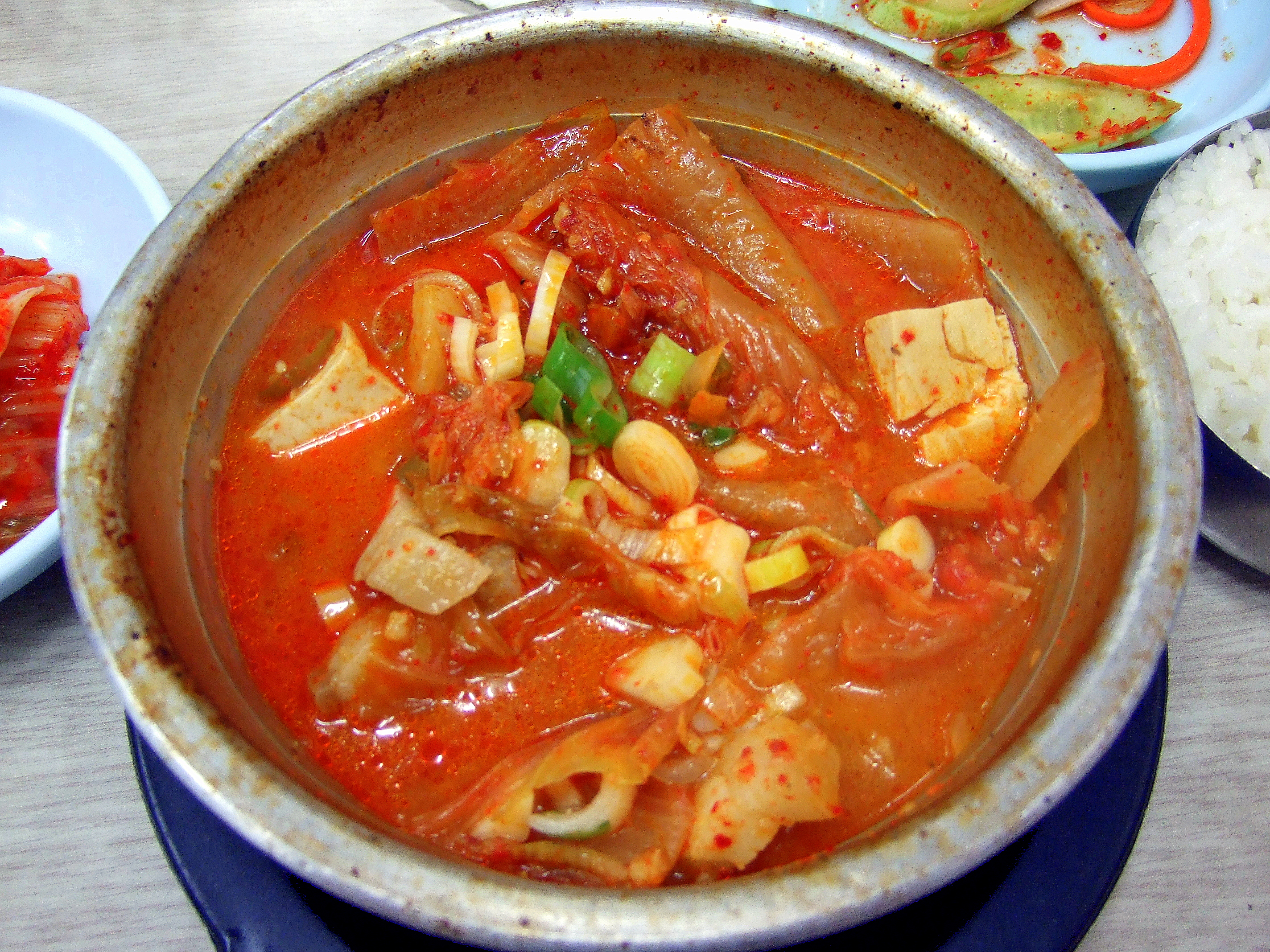
Kimchi jjigae, en populär gryta baserad på kimchi

Kimchi innehåller mycket kostfiber och är kalorisnålt. En portion ger upp till 80 % av dagligt rekommenderat intag av vitamin C och karoten. Kimchi är också vanligen rikt på vitamin A, tiamin (B1), riboflavin (B2), kalcium, järn och mjölksyrabakterier. Bland de typiska arterna finns Lactobacillus kimchii.